# Lightship - La nave faro
Lightship - La nave faro (The Lightship) è un film del 1985 diretto da Jerzy Skolimowski.

## Trama
La vicenda si apre con il salvataggio, da parte dell'equipaggio della nave-faro S.S. Hatteras guidato dal capitano Miller, di tre uomini che si trovano a bordo di una barca in avaria. I tre sono dei pericolosissimi banditi in fuga    dopo aver compiuto una rapina. La storia è vista con gli occhi del figlio diciassettenne del capitano, Alex, un ragazzo che ha avuto problemi con la giustizia e che il padre ha voluto con sé per tentare di sanare i problemi e le incomprensioni esistenti tra loro. Il ragazzo ha una bassa considerazione del padre, che considera un vigliacco per alcuni episodi accaduti durante la guerra e che si rafforza vedendo come il capitano non intervenga nei confronti dei tre delinquenti che a bordo si lasciano andare a soprusi e violenze. In realtà l'uomo non vuole mettere in pericolo i suoi uomini. Quando il capo dei tre banditi, Caspary, uomo particolarmente crudele e violento, vuole impossessarsi di una scialuppa a motore, salvo poi rinunciare per paura che questa sia stata manomessa, il clima di paura e sospetto cresce a dismisura a bordo.
Nel corso di una notte, Alex e il padre si confrontano in modo pacato e sincero. Il capitano racconta al figlio cosa  realmente accadde in guerra e cioè che la sua decisione di inseguire un sottomarino tedesco portò a un naufragio che provocò la morte di molti uomini. La Corte marziale lo assolse per il fatto, ma da quel momento la sua vita è cambiata e da allora rifugge ogni forma di violenza. La situazione e il clima a bordo peggiorano. Caspary vuole che il capitano faccia salpare la nave per portare in salvo lui e gli altri due compagni. Miller si rifiuta perché questa azione potrebbe essere pericolosa per le altre navi che si trovassero a passare per la zona. I banditi uccidono un uomo e gli uomini dell'equipaggio sono sempre più confusi e disorientati. Il figlio è ancora diffidente nei confronti del padre. Il capitano decide di sacrificarsi, dando una prova a tutti, ma soprattutto al figlio, di come sia possibile affrontare le situazioni senza usare la violenza. Viene ucciso da un bandito nell'ultimo tentativo di salvare la sua nave.